# Inno della Repubblica dei Mari
L'inno nazionale della Repubblica dei Mari (in russo Государственный Гимн Марий Эл? Gosudarstvennyj Gimn Mari El).
La melodia è stata composta da Jurij Tojvars-Evdokimov, i testi da Davlet Islamov. I testi sono stati tradotti in russo da Vladimir Panov.